# جاكوب مالر
جاكوب مالر (بالدنماركية: Jacob Mahler)‏ هو لاعب كرة قدم دنماركي في مركز الوسط، ولد في 20 أبريل 2000 في كوبنهاغن في مملكة الدنمارك. لعب مع يانج لايونز.

## وصلات خارجية
- جاكوب مالر على موقع قاعدة بيانات كرة القدم.إي يو (الإنجليزية)
- جاكوب مالر على موقع ناشيونال فوتبول تيمز (الإنجليزية)
- جاكوب مالر على موقع Soccerway.com (الإنجليزية)